# 越南共和
越南共和（えつなんきょうわ、ベトナム語:Việt Nam Cộng hòa）とは、ベトナム共和国で、寺院の棟札に使用された例がある私年号。
ゴ・ディン・ジエムがバオ・ダイを追放して共和制への移行を宣言した1955年を元年とすると考えるのが合理的だが、確証はない。ベトナム共和国は、西暦を公式の紀年法に採用していた。